# Seika Fujiwara

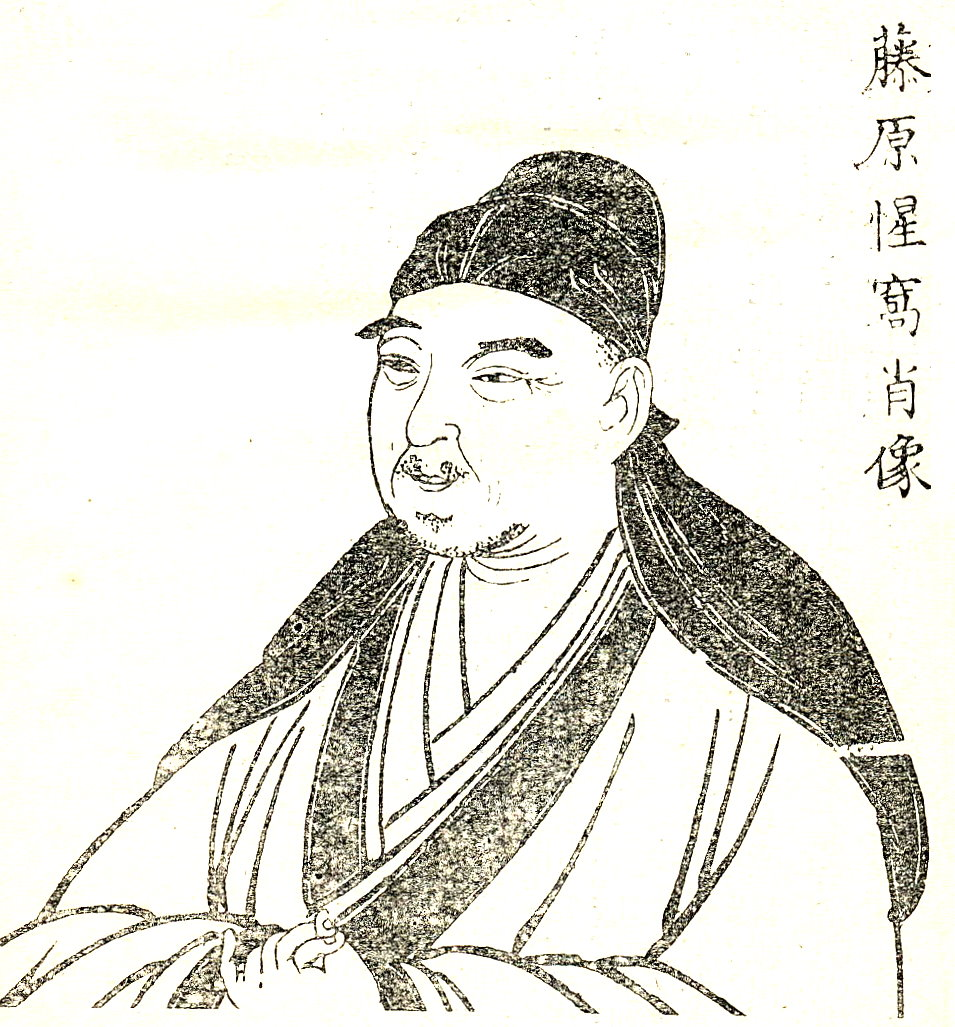
Seika Fujiwara

Seika Fujiwara (jap. 藤原 惺窩 Fujiwara Seika; ur. 1561, zm. 1619) – japoński filozof, propagator neokonfucjanizmu w tym kraju.

## Życiorys
Pochodził z gałęzi Reizei rodu Fujiwara i był mnichem zen. Nie znajdując w buddyzmie odpowiedzi na dręczące go pytania, zwrócił się ku neokonfucjanizmowi Zhu Xi, który choć znany w Japonii od okresu Kamakura, nie zyskał dotychczas w tym kraju szerszego rozgłosu.
W roku 1598 porzucił życie zakonne. Współpracował z Gang Hangiem, koreańskim konfucjanistą przebywającym w Japonii jako jeniec wojenny. Przygotował edycje dzieł konfucjańskich w języku japońskim i propagował nową doktrynę wśród samurajów. W 1600 roku odrzucił oferowane mu przez Ieyasu Tokugawę zaproszenie na dwór i porzucił życie publiczne, wiodąc żywot pustelnika.
Najwybitniejszym uczniem Fujiwary i kontynuatorem jego dzieła był Razan Hayashi. Obydwaj przyczynili się do uczynienia z neokonfucjanizmu wiodącej ideologii okresu Edo.